# Font Fresca (Monistrol de Calders)
La Font Fresca és una surgència del terme municipal de Monistrol de Calders, al Moianès.
Està situada a 470 metres d'altitud, a la riba esquerra del torrent de la Baga Cerdana, al sud de la masia de la Coma, a ponent de la Carretera de la Coma poc abans d'arribar en aquesta masia.
Actualment (2010) la font està quasi del tot perduda pels canvis morfològics haguts en el mateix torrent de la Baga Cerdana.